# Raif Badawi
Raif Badawi, en árabe: رائف بدوي‎, también conocido como Raef Badawi, nacido el 13 de enero de 1984, es un bloguero y defensor de los derechos humanos de Arabia Saudita y creador del sitio de internet Free Saudi Liberals (Liberales Saudíes Emancipados).
Badawi fue detenido en 2012 por la imputación de haber «insultado al Islam por medios electrónicos» y luego enfrentó varias acusaciones más, incluyendo apostasía. En 2013 se le condenó por varias imputaciones y recibió una pena de siete años de cárcel y 600 latigazos. En 2014 se aumentó su condena a 10 años, 1000 latigazos y una multa. Los latigazos se iban a efectuar durante un período de 20 semanas. Se administraron los 50 primeros latigazos el 9 de enero de 2015. Su esposa Ensaf Haidar dijo, después de oír de los restallidos: «Lo que sentí es algo que no puedo describir. Fue una mezcla indescriptible de tristeza y dolor... Fue dolorosamente horrible imaginar lo que sufrió Raif.» También comentó: «Aprecio toda la atención que el caso de Raif ha conseguido. Ojalá que todos los gobiernos del mundo intensifiquen sus esfuerzos para presionar a las autoridades a acabar con lo que intentan hacer con mi esposo. Creo que pueden lograrlo si hablan directamente con el gobierno saudí.» Fueron pospuestos más latigazos porque las heridas del primer castigo no habían sanado y su estado de salud estaba deteriorado. Raif es diabético y de complexión muy delgada. Iba a recibir el mismo castigo de 50 latigazos cada viernes durante 18 semanas hasta que se cumpliera la sentencia.
Badawi fue puesto en libertad en marzo de 2022, al cumplirse los diez años de cárcel a que fue sentenciado. Sin embargo, no puede reunirse con su familia —refugiada en Canadá— ya que pesa sobre él una prohibición de salir de Arabia Saudita durante otros diez años. Tras su salida de prisión se estableció temporalmente en la ciudad portuaria de Yeda.

## Amnistía Internacional
Según publica la organización "Amnistía Internacional":

El 1 de septiembre de 2014, Raif Badawi  fue condenado en firme a la pena de 10 años de prisión, así como a recibir 1000 latigazos, a la prohibición de viajar durante 10 años, a la prohibición de utilizar medios informáticos y a una multa de un millón de riyales saudíes (lo que equivale a unos 266 600 dólares estadounidenses). 

El motivo de tal condena no es otro que haber creado un sitio web llamado “Free Saudi Liberals” (ya cerrado por un tribunal al considerar que “insultaba al Islam”). En este sitio web se permitía el debate político y social y se publicaban de forma anónima comentarios considerados ofensivos para el islam por las autoridades religiosas. 
El procedimiento judicial que se ha seguido para condenarle ha estado plagado de irregularidades. En un primer momento se le quiso condenar por un delito de apostasía (castigado con la muerte) pero finalmente fue condenado en 2013 a la pena de 7 años de prisión y a recibir 600 latigazos. En una revisión posterior, la condena aumentó a 10 años de prisión y a recibir 1000 latigazos. 

Raif Badawi es un preso de conciencia, recluido únicamente por el ejercicio pacífico de su derecho a la libertad de expresión y, por lo tanto, debe ser puesto en libertad de forma inmediata e incondicional.

Además, Amnistía Internacional ha pedido a las autoridades saudíes que no ejecuten ninguna pena de flagelación, pues ello constituye un incumplimiento de la prohibición de la tortura y otros tratos crueles, inhumanos o degradantes, recogida en el derecho internacional.